# Sebastianus (Usurpator)

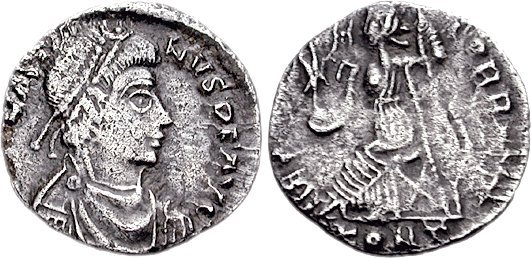
Siliqua des Sebastianus

Sebastianus († 413) war ein südgallischer Aristokrat und weströmischer Gegenkaiser.

## Leben
Nach der Niederlage Konstantins (III.) gegen Constantius, den Feldherrn des Kaisers Honorius, hatte sich Jovinus, der Bruder des Sebastianus, 411 in Gallien mit burgundischer Unterstützung selbst zum Kaiser ausgerufen. Sebastianus wurde 412 nach gescheiterten Verhandlungen mit dem Westgotenkönig Athaulf zum Mitkaiser (Augustus) ernannt. Von diesem Vorgehen brüskiert, verbündeten sich die Westgoten mit Honorius und schlugen die Truppen des Jovinus. Sebastianus wurde sofort hingerichtet.
Jovinus floh nach Valence, wo er nach kurzer Belagerung gefangen genommen wurde. Athaulf lieferte ihn an den kaisertreuen Prätorianerpräfekten für Gallien, Claudius Postumus Dardanus, aus, der ihn in Narbonne eigenhändig enthauptete. Die Köpfe der beiden Usurpatoren wurden nach Ravenna an den Kaiserhof geschickt.
Für Sebastianus wurden Münzen in Arles und Trier geprägt.